# Alcea transcaucasica
Alcea transcaucasica är en malvaväxtart som först beskrevs av Modest Mikhaĭlovich Iljin, och fick sitt nu gällande namn av Modest Mikhaĭlovich Iljin. Alcea transcaucasica ingår i släktet stockrosor, och familjen malvaväxter. Inga underarter finns listade i Catalogue of Life.